# 磷酸烯醇式丙酮酸变位酶
磷酸烯醇式丙酮酸变位酶（英語：phosphoenolpyruvate mutase，EC 5.4.2.9）是一种催化如下化学反应的酶：
磷酸烯醇式丙酮酸{\displaystyle \rightleftharpoons } 3-膦羧基丙酮酸
这种酶的底物为磷酸烯醇式丙酮酸（PEP），产物为 3-膦羧基丙酮酸，他们之间为同分异构体。